# Vlad in Tears
Vlad in Tears est un groupe italien de heavy metal, originaire de Cassino.

## Histoire
Vlad in Tears est formé en 2007 à Cassino, Latium, en Italie; par les trois frères Kris (chant, clavier), Lex (guitare) et Dario (basse) et Alex (batterie), leur meilleur ami d'enfance. Le groupe, originaire d'Italie, s'essaye d'abord à quelques reprises, mais se tourne rapidement vers la création de son propre son sombre. Cette décision est accueillie avec enthousiasme par leur communauté de fans qui s'élargit rapidement.
Avec leurs premiers morceaux, ils se produisent rapidement en Italie, en Autriche, en Suisse et dans l'ex-Yougoslavie (désormais Serbie-et-Monténégro). Peu après, ils enregistrent leur première démo, After the End, qui contient dix morceaux. En 2008, le label Aural Music publie leur premier album de dix chansons, Seed of an Ancient Pain, avec lequel Vlad in Tears rencontre un vif succès, surtout dans la scène gothique. Moins d'un an plus tard, ils enregistrent l'EP Pact with the Night.
En 2010, leur deuxième album, Underskin, sort chez Rough Trade. Il est produit par John Fryer (entre autres HIM), qui se rend en Italie pendant un mois pour le processus. La sortie est suivie par la tournée Forbidden en Allemagne. Fin 2011, l'album-concept Welcome to Vladyland sort, avec lequel Vlad in Tears fait ensuite sa tournée Night in Vladyland en 2012. À la suite de cette tournée, l'EP homonyme sort, contenant entre autres une chanson live de leur prestation au festival Echozone Darkrock.
L'année 2012 marque une première phase de réorientation pour Vlad in Tears. Lex et Alex quittent le groupe. Le groupe profite de ce changement pour se réinventer. Il se souvient de l'essence de Vlad in Tears et retourne à ses racines. Ce nouveau départ est notamment motivé par le déménagement de Kris et Dario à Berlin en 2013 et par l'arrivée de Cosmo Cadar, originaire de Roumanie, qui prend le poste de batteur à partir de ce moment-là. En juin 2013, le groupe donne un concert acoustique avec l'orchestre à cordes berlinois BSO à la theARTer Gallery de Berlin. Deux mois plus tard, un autre concert acoustique est donné à Remscheid.
L'automne suivant, Vlad in Tears fait la première partie de groupes comme Stahlmann, Hämatom et Unzucht. En décembre 2013, une tournée acoustique suit, cette fois en tant que tête d'affiche. Pendant le mois de janvier 2014, le groupe a de nouveau accompagné Unzucht lors de la deuxième partie de leur tournée Rosenkreuzer avant qu'un nouveau changement de personnel n'intervienne peu après et que Gregor Friday, un talent australien d'exception, ne prenne le rôle de guitariste. C'est dans cette configuration qu'ils signent un contrat d'enregistrement avec ZYX Music et sortent leur quatrième album studio, Vlad in Tears, le 22 août 2014. Quelques concerts suivent, avant que Vlad in Tears ne fasse la première partie de Mono Inc. en octobre, lors de leur tournée The Clock Ticks on Tour. Le groupe se produit ensuite en Grande-Bretagne, où il joue notamment à Glasgow et à Liverpool.
Fin 2016, le guitariste Gregor Friday quitte le groupe pour des raisons personnelles, à la suite de quoi Ilia Ioffe est annoncé comme nouveau guitariste début 2017. En 2018, ils sortent l'album Souls on Sale, suivi de Dead Stories of Forsaken Lovers en 2020, Porpora en 2022, et Relapse en 2024 chez Metalville.

## Discographie

### Albums studio
- 2008 : Seed of an Ancient Pain
- 2009 : Underskin
- 2011 : Welcome to Vladyland
- 2014 : Vlad in Tears
- 2016 : Unbroken
- 2018 : Souls on Sale
- 2020 : Dead Stories of Forsaken Lovers
- 2022 : Porpora
- 2024 : Relapse

### EP
- 2009 : Pact with the Night
- 2012 : Night in Vladyland